# 1939

## أحداث
- تأسيس مدينة كريات أونو.
- حصار وارسو في الفترة ما بين 8 سبتمبر و28 سبتمبر.
- وقوع الحرب المجرية السلوفاكية بداية من 23 مارس 1939 إلى 4 أبريل 1939.
- نهاية النزاعات الحدودية السوفيتية اليابانية في 1939 والتي بدأت في 1932.
- بداية المقاومة الألبانية في 1939 والتي انتهت في 1944.
- بداية حرب الشتاء في 30 نوفمبر 1939 والتي انتهت في 13 مارس 1940.
- 3 يناير - صدور أول نسخة من مجلة الثقافة المصرية.[1][2][3]
- مارس ضم ألمانيا النازية منطقة ميمل التشيكية.
- 16 أبريل ضم إيطاليا لألبانيا.
- 1 سبتمبر - بداية الحرب العالمية الثانية في أوروبا. وسقوط بولندا في يد ألمانيا النازية
- حفر أول بئر نفط في السعودية.
- مؤتمر الاسكندرية بحضور الجاهدين الليبيين

## نال جائزة نوبل
- في الفيزياء – الأمريكي إرنست لورنس.
- في الكيمياء – مناصفة بين الألماني أدولف بوتنانت والسويسري ليو بولد روزيتشكا.
- في الطب – الألماني غرهارت دوماك.
- في الأدب – الفنلندي غرانس اميل سيلانبا.
- في السلام – محجوبة.

## مواليد

### يناير
- 1 يناير - أحمد أبو المعاطي، قارئ مصري.

### فبراير
- 5 فبراير -  علاء الديب، كاتب وروائي مصري.
- 10 فبراير - أحمد طه ريان، فقيه أزهري مالكي مصري.

### يوليو
- 8 يوليو -  محمد باقر الحكيم، المرجع الديني الشيعي العراقي ومؤسس المجلس الأعلى للثورة الإسلامية في العراق.
- 15 يوليو -  عبد الحسين عبد الرضا، ممثل كويتي.
- 17 يوليو -  علي خامنئي، المرشد الأعلى للثورة الإسلامية الحالي، ومن المرجعيات الدينية الشيعية في إيران.
- 22 يوليو -  وردة الجزائرية، مطربة جزائرية.

### نوفمبر
- 6 نوفمبر -  خالد تاجا، ممثل سوري.

### ديسمبر
- 25 ديسمبر -  محمد مرادجي، مصور ملوك المغرب.

### تاريخ غير معروف
- قاسم جداين، صحفي مغربي.
- مي منسى، كاتبة وإعلامية وروائية لبنانية.
- مهالا أندروز، عالمة حفريات.
- محمد علي الخولي، أديب وكاتب ومؤلف وعالم لغوي فلسطيني.
- خالد العياف، شاعر كويتي.

## وفيات

### فبراير
- 17 فبراير - أحمد طه ريان، فقيه أزهري مالكي مصري.
- محمد الهراوي كاتب أدب أطفال مصري.

### مارس
- محمد المنيس ، أحد قادة الحركة الديمقراطية الاصلاحية في الكويت عام (1938 - 1939).

### أكتوبر
- 17 أكتوبر - السير وليام جاكسون بوب كيميائي إنجليزي.
- حسن موسى خان، كاتب أسترالي.

## رياضة
- 15 ديسمبر تأسيس فريق مولودية أولمبيك قسنطينة لكرة القدم.